# Eugeniusz Dębski

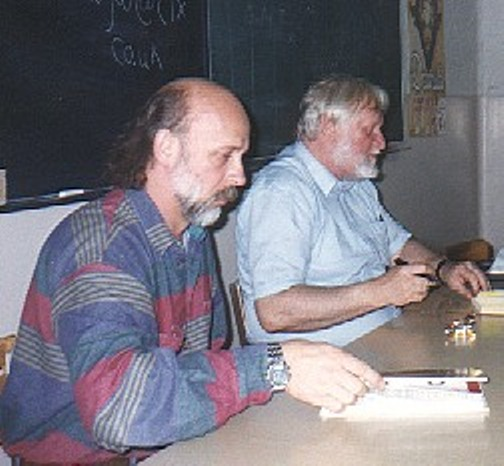
Dębski và Kir Bulychev (ở phía xa)

Eugeniusz Dębski (sinh ngày 26 tháng 1 năm 1952; đôi khi còn được gọi là EuGeniusz, một cách chơi chữ được đặt theo từ tiếng Ba Lan có nghĩa là thiên tài) là một nhà văn khoa học viễn tưởng và nhà dịch thuật văn học Nga người Ba Lan.
Ông sinh ra ở Truskavets. Sau đó, ông đã chuyển đến Ba Lan để định cư tại Wrocław, nơi ông tốt nghiệp khoa tiếng Nga của Đại học Wrocław. Ông chủ yếu được mọi người biết đến với tư cách là tác giả của nhiều cuốn tiểu thuyết (chủ yếu thể loại khoa học viễn tưởng), và hàng trăm truyện ngắn, được đăng trên một số tạp chí nổi tiếng nhất của Ba Lan gồm Fantastyka, Nowa Fantastyka, Science-Fiction, Fenix và Portal. Eugeniusz Dębski đã dịch và xuất bản rất nhiều tác phẩm khoa học viễn tưởng kinh điển của Nga, từ các nhà văn như Kir Bulychev, Nikolai Perumov, Vladimir Vasiliev, Vyacheslav Rybakov, đến Kirill Yeskov. Thành tựu nổi bật của ông gồm bốn lần được đề cử cho Giải thưởng Janusz A. Zajdel, được trao Giải thưởng Śląkfa danh giá, và đạt được hai giải thưởng do người hâm mộ tạo ra cho cá nhân ông: Mątwa và Srebrna Muszla.